# Taisto Mäki

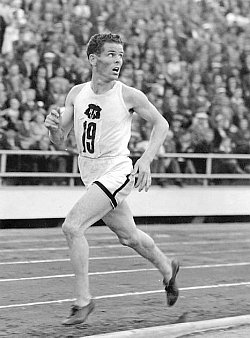
Mäki am 17. September 1939 in Helsinki.

Taisto Armas Mäki (* 2. Dezember 1910 in Rekola, Landgemeinde Helsinki; † 1. Mai 1979 in Helsinki) war ein finnischer Langstreckenläufer, der Ende der 1930er Jahre erfolgreich war.

## Laufbahn
Der extrovertierte und gesprächige Athlet war einer von vielen, deren sportliche Entwicklung durch den Zweiten Weltkrieg zunichtegemacht wurde. Kurz vorher gelangen ihm jedoch vier Weltrekorde sowie 1938 der Gewinn einer Europameisterschaft. Er war der erste Läufer, der über 10.000 Meter die 30-Minuten-Schallmauer durchbrach.
Taisto Mäki war 1,73 m groß und 64 kg schwer.

## Leistungen

### Titel
- Europameisterschaften 1938 in Paris
Gold über 5000 Meter in 14:26,8 min vor dem Schweden Henry Jonsson in 14:27,4 min und dem Finnen Kauko Pekuri in 14:29,2 min

### Weltrekorde
- 2 Meilen
8:53,2 min am 7. Juni 1939 in Helsinki (Verbesserung der knapp zwei Jahre alten Bestmarke des Ungarn Miklós Szabó um 2,8 Sekunden)

- 5000 m
14:08,8 min am 16. Juni 1939 in Helsinki (Verbesserung der sieben Jahre alten Bestmarke seines Landsmannes Lauri Lehtinen um 8,2 Sekunden)

Beide Weltrekorde verlor Mäki im Jahr 1942 an den Schweden Gunder Hägg.
- 10.000 m
30:02,0 min am 29. September 1938 in Tampere (Verbesserung der bisherigen Bestmarke seines Landmannes Ilmari Salminen um 3,6 Sekunden)
29:52,6 min am 17. September 1939 in Helsinki

Dieser Rekord wurde erst 1944 von dem Finnen Viljo Heino unterboten.